# Chrysina colima
Chrysina colima är en skalbaggsart som beskrevs av Moron 1992. Chrysina colima ingår i släktet Chrysina och familjen Rutelidae. Inga underarter finns listade i Catalogue of Life.